# Florent Maudoux
 (octobre 2018).
Florent Maudoux, né le 3 juillet 1979, est un auteur de bande dessinée français. Il est l'un des auteurs principaux du label 619.

## Biographie
Florent Maudoux s'intéresse à la bande dessinée depuis son enfance ; il développe à l'âge de 13 ans des projets plus ou moins aboutis. Il envisage néanmoins une carrière de professeur de mathématiques, passe un bac scientifique et obtient un DEUG de mathématiques.
Après une année de prépa graphique à Paris, il intègre en 2000 l'École des Gobelins, section animation. En 2001, il obtient un stage en dessin d'animation aux studios Disney, puis, en 2002, intègre Eden Games où il travaille en tant qu'animateur 3D sur Kya: Dark Lineage et Titeuf : Mega Compet'. De 2004 à 2007, il travaille en tant qu'illustrateur et designer de figurine chez Rackham.
Parallèlement, et sur les conseils de sa compagne, il débute en 2005 un projet de bande dessinée : après des premiers contacts favorables chez Dupuis, il choisit finalement les éditions Ankama qui lui laissent carte blanche et chez qui il débute la série Freaks' Squeele. Le premier tome est publié en 2008, avec le label 619. Il devient par la suite un des auteurs principaux du label, qui a édité l'intégralité de ses productions.
En 2013 est lancée la première série dérivée de Freaks' Squeele, intitulée Rouge, qu'il scénarise et sur laquelle Sourya Sihachakr assure le dessin.
Il vit à Oullins-Pierre-Bénite en région lyonnaise avec sa compagne, qui contribue à plusieurs niveaux à la création de la série. De l'aveu de l'auteur, elle a ainsi affiné le personnage de Funérailles, a proposé les idées des deux premières couvertures, le conseille pour l'avancée du scénario et du storyboard, et a même inspiré le personnage de Xiong Mao.
En 2022, Florent Maudoux dessine A short story, la véritable histoire du Dahlia noir, scénarisé par Run et publié aux éditions Rue de Sèvres. Cet album documentaire retrace l'affaire du Dahlia noir et la vie de la victime Elizabeth Short en se basant notamment sur des dossiers rendus publics par le FBI,.

## Œuvre
- Série Freaks' Squeele, Ankama Éditions :

1. Étrange université (2008)
2. Les Chevaliers qui ne font plus « Ni » ! (2009)
3. Le Tango de la mort (2010)
4. Succube pizza (2011)
5. Nanorigines (2012)
6. Clémentine (2013)
7. A-Move & Z-Movie (2015)

- Série Rouge, dessins de Sourya Sihachakr :

1. Cœur ardent (2013)
2. Ma douce enfant (2014)
3. Que sera sera (2015)

- Série Funérailles :

1. Fortunate sons (2013)
2. Pain in black (2014)
3. Cowboys on horses without wings (2016)
4. Destruction Eve (2017)
5. Bring the kids home (2018)
6. Bad moon on the rise (2020)
7. I got many names (2022)

- Nouvelle série Funérailles (et suite indirect Freak's Squeele) : Le Clovd, Rue de Sèvres

1. La Dame de Birka (2023)

- Série de Jeu de Rôle :

1. Freaks' Squeele le jeu d'aventure : livre de base
2. Freaks' Squeele le jeu d'aventure : livre du 2ème semestre
3. Cahier de Chance 1 - Supplément à Freaks' Squeele le jeu d'aventure

- Spin-off de Freak's Squeele « pour public averti », Ankama Editions:

1. Vestigiales (2018)

- Kim Traüma vol 1 (2020) : Silicon Carne
- Mangas :

1. Chance of the Squeele – Tome 1 – La culotte maudite

- Romans Freak's Squeele, Bayard Jeunesse :

1. L'Étoile du Soir (2016) ; avec Ophélie Bruneau

- Série DoggyBags, Ankama Éditions :

1. Doggybags vol. 1 (2011 ; avec Guillaume Singelin et Run) (L'album Masiko est tiré de ce volume)
2. Doggybags vol. 3 (2012; avec Francesco Giugiaro, Jérémie Gasparutto et Neyef)
3. Doggybags vol. 6 : Heartbreaker (2014 ; avec Céline Tran, Run et Jérémie Gasparutto)

## Récompenses
- Prix ActuaBD/Conseil général des jeunes de Charente au Festival d'Angoulême 2011 pour Freaks' Squeele 3[12]

## Filmographie
2023 : Astérix et Obélix : L'Empire du Milieu de Guillaume Canet : Figurant en tant qu'un soldat Han